# Жуан Баши
Жуан Баши (порт. João Bachi, нар. 1 травня 1998, Сінтра) — ангольський футболіст, нападник російського клубу «Краснодар» та національної збірної Анголи. Виступав також за клуб «Шавіш».

## Клубна кар'єра
Жуан Баши народився 1998 року в місті Сінтра в сім'ї вихідців з Анголи. У професійному футболі дебютував 2019 року виступами за команду «Шавіш», в якій грав до 2022 року, взявши участь у 80 матчах чемпіонату. З 2022 року Баши грає в російському клубі «Краснодар». Станом на 12 листопада 2024 року відіграв за краснодарську команду 58 матчів в національному чемпіонаті.

## Виступи за збірну
2021 року дебютував в офіційних матчах у складі національної збірної Анголи. Станом на листопад 2024 року зіграв у складі збірної 3 матчі, в яких забитими голами не відзначився.

## Титули і досягнення
- Чемпіон Росії (1):

«Краснодар»: 2024-25